# كلايف غريفيثز (لاعب دوري الرغبي)
كلايف غريفيثز (بالإنجليزية: Clive Griffiths)‏ هو لاعب دوري الرغبي بريطاني، ولد في 2 أبريل 1954 في سوانزي في المملكة المتحدة.